# 津山栄一
津山 栄一（つやま えいいち、1958年4月12日 - ）は、日本の元俳優、元子役。本名、三木 豊（みき ゆたか）。
大阪府出身。大阪芸術大学卒業。特技は舞台効果。東映俳優センターに所属していた。既婚。

## 来歴・人物
関西の児童劇団「ホリホック・アカデミー」に所属し、小学校3年生の時（1967年）から、本名で子役として俳優活動を開始。
小学校5年生のときには『商魂』（関西テレビ）で準主役を務め、子役時代の代表作となる。その他、時代劇を中心に多数の作品にゲスト出演。『仮面の忍者 赤影』に出演した際には、アフレコルームで主演の坂口祐三郎と一緒になり「赤影さんの素顔が見れた!」と喜んだことを覚えているという。
大阪を拠点に活動していたが、20歳になるころより東映俳優センターに所属し東京で活動を始める。1980年には『電子戦隊デンジマン』（テレビ朝日）のに黄山純 / デンジイエロー役でレギュラー出演。第42話でデンジイエローが分身するシーンでは、津山自身もスーツアクターとして分身の一人を演じている。なお、撮影終了後にデンジイエローのアクション用マスクを貰っており、その後も大切に保管しているという。また、津山の話によれば次作『太陽戦隊サンバルカン』で「デンジマン役の5人がヘドリアン女王とすれ違い、彼女がいぶかしむ」という形でのゲスト出演が検討されたこともあったとのこと。
30歳で結婚したのを期に俳優業を引退し、ログビルダーを営んでいる。2004年には、東映ヒーローMAXで開かれた『デンジマン』の座談会に出席した。

## 出演

### テレビドラマ
- 二十四の瞳（1967年、MBS）
- 待っていた用心棒 第1話「剣を抱いた十人の客」（1968年、NET）
- 銭形平次（CX） ※第665話まで「三木豊」名義
  - 第116話「四人目の男」（1968年） - 子供
  - 第152話「投げ銭由来」（1969年） - 少年時代の平次
  - 第310話「死ね! 八五郎」（1972年） - 左右吉（少年時代）
  - 第550話「かんざし変化」（1976年） - 紋太
  - 第665話「殉職・榊同心」（1979年） - 宇月力
  - 第703話「想い出の紙風船」（1980年） - 伏見屋手代
  - 第775話「大先輩八十歳」（1981年） - 源太
- 帰って来た用心棒 第34話「京屋敷丁半」（1969年、NET）
- 素浪人 花山大吉（NET）
  - 第23話「子ゆえに母は強かった」（1969年） - 祐太郎
  - 第39話「島から悪魔が帰ってきた」（1969年） - 三吉
  - 第50話「シゴいた相手が悪かった」（1969年） - 重吉
  - 第62話「あきれた病気にかかっていた」（1970年） - 徳七
  - 第102話「覗いちゃいけないことだった」（1970年） - 市太郎
- 大坂城の女 第24話「戦国の母は哀し」（1970年、KTV） - 忠利
- 商魂（1971年、KTV） - 川波正二（少年期） ※第6話まで
- 大岡越前（TBS）
  - 第2部 第11話「騒乱」（1971年） - 弥一郎
  - 第3部 第5話「無情の捕縄」（1972年） - 輔三
- 軍兵衛目安箱 第25話「将軍暗殺」（1971年、NET） - 啓吉
- 水戸黄門 第4部（TBS）
  - 第11話「地獄に落ちた悪い奴 -庄内-」（1973年） - 信太郎
  - 第27話「士魂 -福島-」（1973年） - 有村粂太郎
- 必殺シリーズ（ABC）
  - 必殺仕置人 第25話「能なしカラス 爪をトグ」（1973年） - 内藤和馬
  - 助け人走る 第17話「探索大成功」（1974年） - 弥吉
  - 新・必殺仕置人 第23話「訴訟無用」（1977年） - 与吉
  - 必殺渡し人 第13話「秋雨の中で渡します」（1983年） - 三太
  - 必殺仕事人IV 第10話「主水 せんを張り倒す」（1984年） - 庄助
- 影同心II 第20話「罠に泣く女の黒髪」（1976年、MBS） - 真之助
- 遠山の金さん 第1シリーズ 第39話「松風聴いた母子草」（1976年、NET） ※杉良太郎版
- 桃太郎侍（NTV）
  - 第16話「折れた孤剣」（1977年） - 左近将監
  - 第227話「身替り代は高すぎた」（1981年）
- 燃えろアタック 第21話「跳べる青春 跳べない青春」（1979年、ANB） - 水木勝男
- ザ・スーパーガール（12ch）
  - 第20話「女の命は裸で守れ」（1979年）
  - 第23話「暴力の街に女体を賭けろ」（1979年）
- 大都会 PARTIII 第43話「自動車泥棒」（1979年、NTV）
- Gメン'75（TBS）
  - 第224話「九月の海から出てきた女の手首」（1979年）−りょうへい
  - 第236話「国会議員宿舎の連続強盗事件」（1979年） - 石丸
  - 第284話「金髪女性バスルーム殺人事件」（1980年） - 姉川
  - 第340話「闇に囁く連続女性殺人鬼」（1981年） - 土屋清
- 電子戦隊デンジマン（1980年 - 1981年、ANB） - 黄山純 / デンジイエロー[注釈 1]
- 俺はおまわり君 第14話「そよ風の渡る世間に…」（1981年、NTV）
- 判決〜生きる 第3話「東京サバク 衝動殺人事件」（1981年、ANB）
- ザ・ハングマン 第48話「死人の恋 愛の言葉はさようなら」（1981年、ABC） - 河田信彦
- 闇を斬れ 第18話「おんなの罠」（1981年、KTV） - 菊之丞
- 傑作推理劇場 / 消えた献本（1981年、ANB）
- 特捜最前線（ANB）
  - 第208話「フォーク連続殺人の謎!」（1981年）
  - 第242話「張込み・鍵穴の向うの女!」（1982年） - 尾川
  - 第266話「老刑事、女詐欺師を追う!」（1982年） - 木田
- 竜馬がゆく（1982年、TX） - 野老川吉五郎
- 赤かぶ検事奮戦記II 第10話「被告は娘、検事は父」（1982年、ABC） - 西島実
- 大江戸捜査網 第543話「お市乱れ花 三味線殺法」（1982年、TX）
- 時代劇スペシャル / 荒木又右衛門 決闘鍵屋の辻（1982年、CX） - 渡部源太夫
- 源九郎旅日記 葵の暴れん坊 第10話「つっぱり囃子の子守唄」（1982年、ANB） - 卯助
- 影の軍団III 第13話「女相続人の秘密」（1982年、KTV）
- ロボット8ちゃん 第48話「でたぞユウレイ ウラメシヤ」（1982年、CX） - 山田松吉
- 暁に斬る! 第6話「生娘殺し」（1982年、KTV）
- 遠山の金さん 第1シリーズ 第41話「俺は見た! 料亭"水月"殺人事件」（1983年、ANB） ※高橋英樹版
- 夏の怪談シリーズ / 怨みの黒猫屋敷（1984年、CX）
- 宇宙刑事シャイダー 第29話「百面相だよ女刑事」（1984年、ANB） - 石黒先生
- 火曜サスペンス劇場（NTV）
  - 観覧車は見ていた（1984年）
  - 夫の時効（1985年）
  - 三年目の誤算（1986年）
  - 女からの眺め（1987年）
  - 女監察医・室生亜季子2 遺された眼（1987年）
- 月曜ワイド劇場 / 京都・祇園レディスホテル、女子高卒業17年・ああ熟女たちの同窓会!（1985年、ANB）
- 暴れん坊将軍II（ANB）
  - 第135話「散らすな忠義の首一つ!」（1985年） - 清二郎
  - 第159話「天晴れ! 赤穂の竹光夫婦」（1986年） - 倉内
  - 第185話「妖艶、因幡の白うさぎ!」（1987年） - 孫七
- 誇りの報酬 第29話「白バイを撃て!」（1986年、NTV / 東宝） - 土井エイジ
- 女ふたり捜査官 第13話「ソープランドから来た母」（1986年、ABC）
- おんな風林火山（1986年 - 1987年、TBS） - 大島
- 水曜ドラマスペシャル / 麗子の足（1987年、TBS）
- 土曜ワイド劇場 / 密会の宿3 湯けむり旅館連続殺人（1987年、ANB）
- ザ・ドラマチックナイト / となりの女（1988年、CX）

### 映画
- 暴力戦士（1979年、東映） - ドーベルマン・キッド
- ナオミ（1980年、東映） - 関
- 劇場版 電子戦隊デンジマン（1980年、東映） - 黄山純 / デンジイエロー
- 四季・奈津子（1980年、東映）
- ダイアモンドは傷つかない（1982年、東映） - ボーイ
- 誘拐報道（1982年、東映） - 喫茶店のボーイ
- 別れぬ理由（1987年、東映） - 佐藤